# 艾伦·吉尔达德
艾伦·吉尔达德（英語：Alan Geldard，1927年4月16日—2018年2月26日），英国男子自行车运动员。他曾代表英国参加1948年夏季奥林匹克运动会自行车比赛，获得男子团体追逐赛铜牌。